# 日下部匡俊
日下部 匡俊（くさかべ まさとし、男性、1964年 - ）は、日本の小説家、ノベライズ作家。東京都生まれの北海道育ち。東京農工大学工学部中退。
大学在学中より伸童舎にてゲームデザイナー・ライターとして活動。1988年発売のテーブルトークRPG、『ワースブレイド』にワールドデザインとして参加。代表作は前出の『ワースブレイド』を元にした小説、『剣の聖刻年代記』シリーズ。

## 主な作品

### 小説

#### 剣の聖刻年代記
- 剣の聖刻年代記 デイル・フスリマクスティスの伝記
  - 黒き鉄の進軍（1996年発売、イラスト：岡崎武士、ソノラマ文庫）ISBN 978-4257767893
  - 仮面の挽歌（1996年発売、イラスト：岡崎武士、ソノラマ文庫）ISBN 978-4257767930
  - 皇帝の赤い剣（1997年発売、イラスト：撫荒武吉、ソノラマ文庫）ISBN 978-4257768104
  - 背徳の騎士（1997年発売、イラスト：撫荒武吉、ソノラマ文庫）ISBN 978-4257768210
  - 蒼き宿命の地（1998年発売、イラスト：撫荒武吉、ソノラマ文庫）ISBN 978-4257768371
  - 聖者の仮面（1998年発売、イラスト：撫荒武吉、ソノラマ文庫）ISBN 978-4257768500
  - 白銀の戦神（1998年発売、イラスト：撫荒武吉、ソノラマ文庫）ISBN 978-4257768579
  - 久遠の聖者（1999年発売、イラスト：撫荒武吉、ソノラマ文庫）ISBN 978-4257768715
  - 北辺の地めざす旅（1999年発売、イラスト：撫荒武吉、ソノラマ文庫）ISBN 978-4257768883
  - 黄金の聖戦士（2000年発売、イラスト：撫荒武吉、ソノラマ文庫）ISBN 978-4257768937
- 剣の聖刻年代記 四操兵の記
  - 聖衣の剣王（2000年発売、イラスト：撫荒武吉、ソノラマ文庫）ISBN 978-4257769118
  - 魔道師の誇り（2001年発売、イラスト：撫荒武吉、ソノラマ文庫）ISBN 978-4257769330
  - 制魔の輝く剣（2001年発売、イラスト：撫荒武吉、ソノラマ文庫）ISBN 978-4257769507
- 剣の聖刻年代記 聖刻の刃
  - 赤き矢と紅の風（2002年発売、イラスト：撫荒武吉、ソノラマ文庫）ISBN 978-4257769705
- 剣の聖刻年代記 梗醍果の王
  - 魔獣の聖域（2003年発売、イラスト：撫荒武吉、ソノラマ文庫）ISBN 978-4257769989
  - 混沌の侵攻（2003年発売、イラスト：撫荒武吉、ソノラマ文庫）ISBN 978-4257770138
  - 黒い精霊の梢（2003年発売、イラスト：撫荒武吉、ソノラマ文庫）ISBN 978-4257770206
- 剣の聖刻年代記 残月の闇龍
  - 西方のベルリ（2004年発売、イラスト：撫荒武吉、ソノラマ文庫）ISBN 978-4257770329
  - 銀姫の墓標（2004年発売、イラスト：撫荒武吉、ソノラマ文庫）ISBN 978-4257770411
  - 魔峰の昏き月（2004年発売、イラスト：撫荒武吉、ソノラマ文庫）ISBN 978-4257770480
- 剣の聖刻年代記 蒼天の聖王
  - 剣姫の宿命（2005年発売、イラスト：撫荒武吉、ソノラマ文庫）ISBN 978-4257770589
  - 教王の胎動（2005年発売、イラスト：撫荒武吉、ソノラマ文庫）ISBN 978-4257770633
  - 双天の王者（2005年発売、イラスト：撫荒武吉、ソノラマ文庫）ISBN 978-4257770657

#### その他小説
- 呪法宇宙 カルシバの煉獄（1997年発売、イラスト：るりあ046、富士見ファンタジア文庫）ISBN 978-4829127247
- 星船たちの歌 - 呪法航星紀（1999年発売、イラスト：るりあ046、ファミ通文庫）ISBN 978-4757204577
- ス=ガンの刻（2002年発売、イラスト：草なぎ琢仁、EXノベルズ）ISBN 978-4757506817
- ガーオイズの宴（2007年発売、イラスト：たかしあきら、ソノラマノベルス）ISBN 978-4257010890

#### ノベライズ

##### NARUTO -ナルト-
- NARUTO 白の童子、血風の鬼人（2002年発売、イラスト：岸本斉史、ジャンプ ジェイ ブックス）ISBN 978-4087031218
  - 児童書版（2011年発売、イラスト：岸本斉史、集英社みらい文庫）ISBN 978-4083210600
- NARUTO 滝隠れの死闘 オレが英雄だってばよ!（2003年発売、イラスト：岸本斉史、ジャンプ ジェイ ブックス）ISBN 978-4087031355
- NARUTO 大活劇! 雪姫忍法帖だってばよ!!（2004年発売、ジャンプ ジェイ ブックス）ISBN 978-4087031430
- 劇場版 NARUTO 大激突! 幻の地底遺跡だってばよ（2005年発売、ジャンプ ジェイ ブックス）ISBN 978-4087031584
- 劇場版 NARUTO 大興奮! みかづき島のアニマル騒動だってばよ（2006年発売、ジャンプ ジェイ ブックス）ISBN 978-4087031706
- 劇場版 NARUTO 疾風伝（2007年発売、ジャンプ ジェイ ブックス）ISBN 978-4087031874
- 劇場版 NARUTO 疾風伝 絆（2008年発売、ジャンプ ジェイ ブックス）ISBN 978-4087031959
- 劇場版 NARUTO 疾風伝 火の意志を継ぐ者（2009年発売、ジャンプ ジェイ ブックス）ISBN 978-4087032079
- 劇場版 NARUTO 疾風伝 ザ・ロストタワー（2010年発売、ジャンプ ジェイ ブックス）ISBN 978-4087032284

##### ゼーガペイン
- ゼーガペイン 忘却の女王（2009年発売、イラスト：幡池裕行、朝日ノベルズ）ISBN 978-4022739179
- ゼーガペイン 喪失の扉（2011年発売、イラスト：大貫健一、朝日ノベルズ）ISBN 978-4022739728

##### JIN-仁-
- 小説 JIN-仁-（2009年発売、イラスト：村上もとか、ジャンプ ジェイ ブックス）ISBN 978-4087032109
- 小説 JIN-仁- 龍馬、最期の日（2011年発売、イラスト：村上もとか、ジャンプ ジェイ ブックス）ISBN 978-4087032444

##### GANTZ
- GANTZ/MINUS（2010年発売、イラスト：コザキユースケ、ジャンプ ジェイ ブックス）ISBN 978-4087032376
- 映画 GANTZ（2011年発売、ジャンプ ジェイ ブックス）ISBN 978-4087032239
- 映画 GANTZ PERFECT ANSWER（2011年発売、ジャンプ ジェイ ブックス）ISBN 978-4087032451

##### ドラゴンボール
- ドラゴンボール超 ブロリー（2018年発売、ジャンプ ジェイ ブックス）ISBN 978-4087034684
- ドラゴンボール超 スーパーヒーロー（2022年発売、ジャンプ ジェイ ブックス）ISBN 978-4087035209

##### その他ノベライズ
- ゼノギアス 神屠る物語・序章（1998年発売、イラスト：森下直親、ジャンプ ジェイ ブックス）ISBN 978-4087030686
- 暗殺教室 殺すう（2016年発売、ジャンプ ジェイ ブックス）ISBN 978-4087033939
- デスノート Light up the NEW world（2016年発売、ジャンプ ジェイ ブックス）ISBN 978-4087034097

### テーブルトークRPG
- ワースブレイド（1988年発売、ホビージャパン） - ワールドデザイン

### テーブルトークRPG ルールブック
- ワースブレイド/d20（2008年発売、イラスト：幡池裕行、ホビージャパン）ISBN 978-4894256842